# Syringantha coulteri
Syringantha coulteri är en måreväxtart som först beskrevs av Joseph Dalton Hooker, och fick sitt nu gällande namn av T.Mcdowell. Syringantha coulteri ingår i släktet Syringantha och familjen måreväxter. Inga underarter finns listade i Catalogue of Life.